# Petite Soeur (Insel)
Petite Soeur (West Sister Island) ist eine Insel der Seychellen.

## Geographie
Die Insel liegt nördlich von Félicité und östlich von Praslin. Mit der östlichen Schwester-Insel Grande Sœur bildet sie die Îles Sœurs (Sister Islands). Die Insel ist wie viele andere der Seychellen eine Granitinsel und ist mit Urwald bewachsen. Petite Sœur befindet sich in Privatbesitz.